# HELLO AGAIN (De-LAXのアルバム)
『HELLO AGAIN』(ハロー アゲイン)は、1999年6月19日に発売されたDe-LAXのアルバム。通算2枚目のライブ・アルバムである。発売元はTRIAD/HEAT WAVE。

## 解説
- 再結成後、初の作品。De-LAXのアルバム作品としては、前作『THE STORY OF De+LAX 1988-1992 5Years×5Lives』から6年3か月ぶり、ライブ・アルバムとしては『BOOTLEG!!』から、約8年ぶりとなる。また、本作から日本コロムビアのレーベルであるHEAT WAVE及びコロムビアジャパン内のTRIADの2つのレーベルからの合同発売となる。
- 1998年6月10日に日清パワーステーションの閉店を記念して一夜限りの再結成をして行われたライブ『De-LAX '98 "HELLO! POWER STATION"』のうち、日清パワーステーション公演のライブの音源の中から、11曲が収録されている。

## 今ライブのライブ会場
- 今回は、両方から、1曲以上収録されている。

| 開催日時 | 会場                   |
| -------- | ---------------------- |
| 6月10日  | 日清パワーステーション |
| 6月11日  | 新宿LOFT               |

## セットリスト
- 音源化されたライブ当日のセットリストは以下の通り。

### 1998年6月10日 日清パワーステーション公演
1. NEUROMANCER
2. POP IS MY LIFE
3. 突然 炎のごとく
4. MAYBE SUNDAY
5. GLOBAL STREET
6. WORLD'S END
7. SUPERCADILLAC
8. WEEKEND
9. DEEP INSANITY
10. SACRIFICE
11. MISTY MEMORY
12. SUMMER NIGHT
13. ONE PLUS ONE
14. SEX,GOD,BLOOD
15. PSYCHO PARTY
16. SPIRITS A GO-GO
17. SERIOUS MOOD
18. CRAZY BOY
19. WAR DANCE
20. BLUE HEART LOVER
21. SENSATION
22. NEUROMANCER

### 1998年6月11日 新宿LOFT公演
1. ISOLATION
2. 熱帯LADY
3. POP IS MY LIFE
4. CANDY
5. WORLD'S END
6. WEEKEND
7. SERIOUS MOOD
8. GAMBLER
9. SENSATION
10. 突然 炎のごとく
11. CRAZY BOY
12. NEUROMANCER
13. ROCK & FREEDOM
14. SPIRITS A GO-GO
15. WAR DANCE

## 収録曲
| #   | タイトル                     | 作詞                       | 作曲               | 編曲             | 時間 |
| --- | ---------------------------- | -------------------------- | ------------------ | ---------------- | ---- |
| 1.  | 「NEUROMANCER」              | 宙也                       | 鈴木正美           | 鈴木正美・De-LAX | 3:51 |
| 2.  | 「POP IS MY LIFE」           | 宙也                       | 鈴木正美           | De-LAX           | 3:54 |
| 3.  | 「突然 炎のごとく」          | 宙也                       | 京極輝男           | De-LAX           | 3:34 |
| 4.  | 「GLOBAL STREET」            | 宙也                       | 鈴木正美           | 鈴木正美・De-LAX | 4:03 |
| 5.  | 「WORLD'S END -世界の果て-」 | 宙也                       | 榊原秀樹           | 鈴木正美・De-LAX | 5:25 |
| 6.  | 「ONE PLUS ONE」             | 宙也                       | 鈴木正美           | De-LAX           | 5:18 |
| 7.  | 「SEX,GOD,BLOOD」            | 宙也                       | 鈴木正美           | 鈴木正美・De-LAX | 6:01 |
| 8.  | 「PSYCHO PARTY」             | 宙也                       | 鈴木正美           | De-LAX           | 4:16 |
| 9.  | 「SPIRITS A GO-GO」          | 宙也・京極輝男・高橋まこと | 鈴木正美           | 鈴木正美・De-LAX | 8:48 |
| 10. | 「CRAZY BOY」                | 宙也                       | 榊原秀樹           | De-LAX           | 3:17 |
| 11. | 「WAR DANCE」                | 宙也                       | 榊原秀樹・鈴木正美 | De-LAX           | 4:48 |
| 12. | 「GAMBLER」                  | 宙也                       | 鈴木正美           | De-LAX           | 4:33 |

## 曲解説
1. NEUROMANCER (3:51)
  - 作詞:宙也、作曲:鈴木正美、編曲:鈴木正美・De-LAX

2ndシングルの表題曲。
2. POP IS MY LIFE (3:54)
  - 作詞:宙也、作曲:鈴木正美、編曲:De-LAX

1stシングルの表題曲。
3. 突然 炎のごとく (3:34)
  - 作詞:宙也、作曲:京極輝男、編曲:De-LAX

1stアルバム『SENSATION』収録。アルバム『SENSATION』の表記と異なり、スペースが削除されている。
4. GLOBAL STREET (4:03)
  - 作詞:宙也、作曲:鈴木正美、編曲:鈴木正美・De-LAX

4thシングルの表題曲。
5. WORLD'S END -世界の果て- (5:25)
  - 作詞:宙也、作曲:榊原秀樹、編曲:鈴木正美・De-LAX

3rdアルバム『KINGDOM』収録。アルバム『KINGDOM』の表記と異なり、スペースが削除されたほか、サブタイトルのハイフンがチルダに変更されている。
6. ONE PLUS ONE (5:18)
  - 作詞:宙也、作曲:鈴木正美、編曲:De-LAX

4thアルバム『EMOTIONAL MARKET』収録。
7. SEX,GOD,BLOOD (6:01)
  - 作詞:宙也、作曲:榊原秀樹、編曲:鈴木正美・De-LAX

3rdアルバム『KINGDOM』収録。
8. PSYCHO PARTY (4:16)
  - 作詞:宙也、作曲:鈴木正美、編曲:De-LAX

4thアルバム『EMOTIONAL MARKET』収録。
9. SPIRITS A GO-GO (8:48)
  - 作詞:宙也・京極輝男・高橋まこと、作曲:鈴木正美、編曲:鈴木正美・De-LAX

2ndアルバム『NEUROMANCER』収録。
10. CRAZY BOY (3:17)
  - 作詞:宙也、作曲:榊原秀樹、編曲:De-LAX

3rdシングル「CANDY」のカップリング。
11. WAR DANCE (4:48)
  - 作詞:宙也、作曲:榊原秀樹・鈴木正美、編曲:De-LAX

サンプルカットシングル。
12. GAMBLER (4:33)
  - 作詞:宙也、作曲:鈴木正美、編曲:De-LAX

4thアルバム『EMOTIONAL MARKET』収録。シークレットトラック。なおこれは、日清パワーステーションのライブ終了後、同日に新宿LOFTで行われたライブの時の音源である。